# Spermophora kerinci
Spermophora kerinci är en spindelart som beskrevs av Huber 2005. Spermophora kerinci ingår i släktet Spermophora och familjen dallerspindlar. Inga underarter finns listade i Catalogue of Life.